# Adrien André
Adrien André est un homme politique français né le 29 mai 1884 à La Bussière (Vienne) et décédé le 22 avril 1965 à Béthines (Vienne).

## Biographie
Il est élu député radical indépendant de la Vienne en 1928, puis sénateur du même département en 1936. Le 10 juillet 1940, il vote en faveur de la remise des pleins pouvoirs au maréchal Pétain. Il est cependant relevé de ses fonctions de maire de Béthines pour ne pas avoir fait accrocher le portrait du maréchal Pétain dans sa mairie.
Après la Seconde Guerre mondiale, il rejoint le Parti radical. Tout d'abord frappé d'inéligibilité en raison de son vote de 1940, il est rétabli dans ses droits par le Jury d'honneur pour faits de Résistance. Devenu président de la Fédération radicale de la Vienne, il retrouve son siège de député de la Vienne entre 1951 et 1958.
Pourtant issu de la frange la plus modérée des Radicaux, il soutient fermement le gouvernement de Pierre Mendès France, contrairement à de nombreux députés de son parti.

## Sources
- « Adrien André », dans le Dictionnaire des parlementaires français (1889-1940), sous la direction de Jean Jolly, PUF, 1960 [détail de l’édition]